# Volker W. Degener

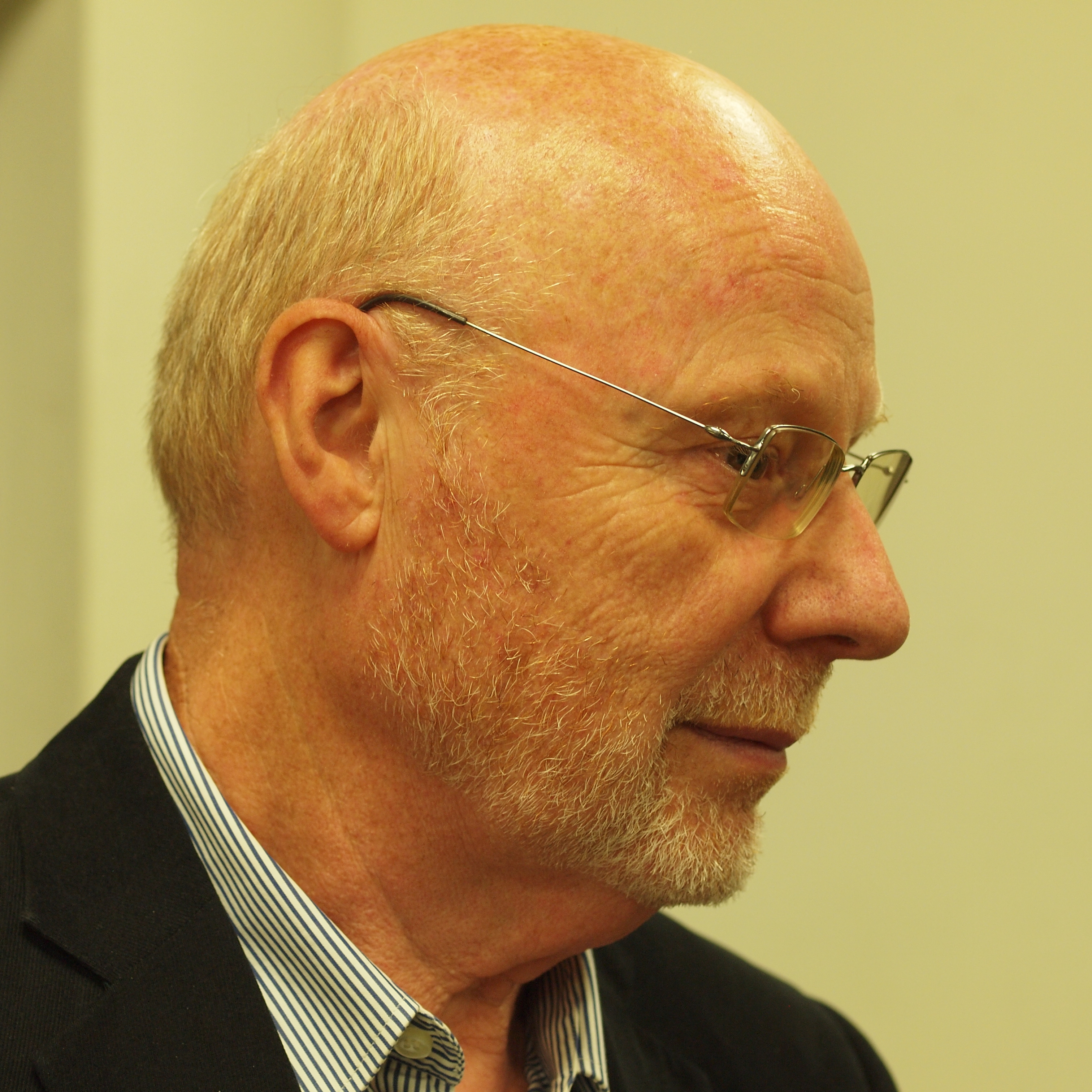
Volker Degener

Volker W. Degener (* 12. Juni 1941 in Berlin) ist ein deutscher Polizist und Schriftsteller. Er schreibt Romane, Kurzgeschichten, Hörspiele, Kinder- und Jugendbücher und lebt in Herne.

## Leben und Wirken
Degener wuchs in Bochum und Düsseldorf auf.
Er war bis 2001 im Polizeidienst des Landes NRW als Fachlehrer, Wachleiter, Pressesprecher des Polizeipräsidenten Bochum und Kommissariatsleiter in Herne tätig.
In seinen Büchern geht es ihm vor allem um die Lebenswirklichkeit junger Menschen. Seine Themenschwerpunkte sind: Aggression, Gewalt gegen Kinder, Angst, Kriminalität, Umweltschutz.
Von 1985 bis 1997 war Degener als Vertreter der Schriftsteller ordentliches Mitglied im WDR-Rundfunkrat. Er ist Mitglied der internationalen Autorenvereinigung Die Kogge, im deutschsprachigen P.E.N. und in der Vereinigung deutschsprachiger Krimiautoren SYNDIKAT. Seit 1971 ist er Mitglied im Verband deutscher Schriftsteller in ver.di; dort war er von 1978 bis 1995, sowie 1997–1998 und wieder ab Juni 2016 bis April 2018 der Vorsitzende des Landesverbandes NRW. Seine Nachfolgerin im Amt ist Sabine Lipan.

## Auszeichnungen
- 1973: Literatur-Arbeitsstipendium des Landes NRW
- 1976: Förderpreis des Landes Nordrhein-Westfalen für junge Künstlerinnen und Künstler
- 1978: Literatur-Arbeitsstipendium des Landes NRW
- 1990: Literatur-Arbeitsstipendium des Landes NRW[3]
- 1996: Bundesverdienstkreuz am Bande (16. Oktober 1996)[4]

## Werke
Autor

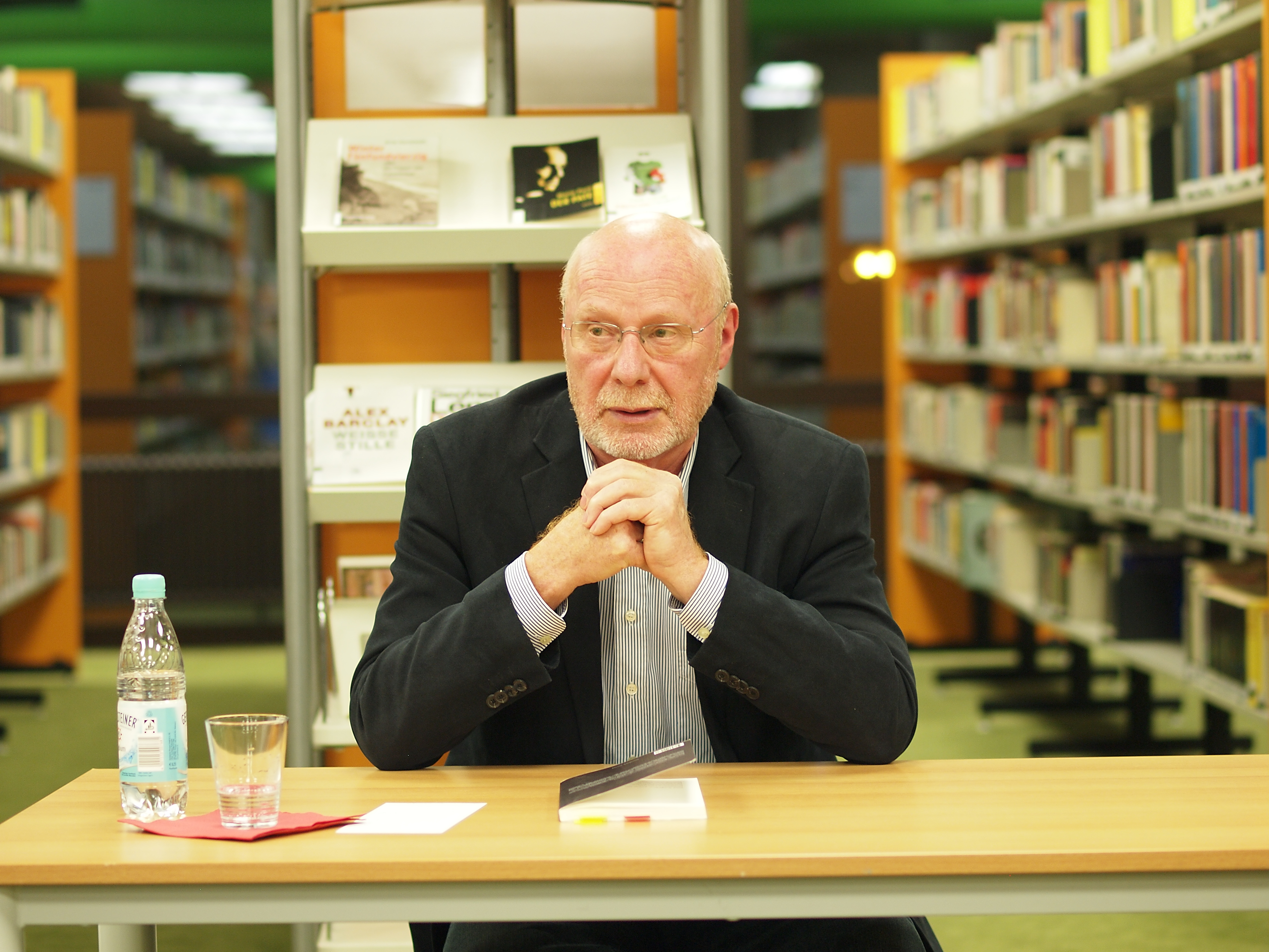
Degener bei einer Lesung

- Du Rollmops – Roman, Wulff-Verlag, Dortmund 1972
- Kehrseiten und andere Ansichten – Georg Bitter Verlag, Recklinghausen 1973
- Jens geht nicht verloren – Fackelträger Verlag, Hannover 1973 & W. Fischer Verlag, Göttingen 1977
- Katja fragt sich durch – Kinderbuch, Arena Verlag, Würzburg 1975
- Heimsuchung – Roman, Deutsche Verlags Anstalt, Stuttgart 1976
- Einfach nur so leben – Erzählungen, Deutsche Verlags Anstalt, Stuttgart 1978
- (mit Reinhard Bottländer) Mit Blaulicht und Martinshorn – Jugendbuch, Engelbert Verlag, Balve 1981
- Geht´s uns was an? – Erzählung, Rowohlt Taschenbuch Verlag, Reinbek 1981
- Die Reporter aus der vierten Klasse – Kinderroman, Internationale Literaturfabrik im Bund-Verlag, Köln 1981
- (mit R. Bottländer) Gefährliche Kundschaft und andere Kriminalerzählungen, Engelbert Verlag, Balve 1982
- No future? – Drei Kurzgeschichten und Arbeitsmaterial, Klett Verlag, Stuttgart 1984
- Katrin fünfzehn... und eigentlich gehöre ich mir, Jugendroman, Otto Maier Verlag, Ravensburg 1985
- Dann nehmt doch mich! - Kinderbuch, Rowohlt Taschenbuch Verlag. Reinbek 1988
- Froschkönig soll leben! - eine Umweltgeschichte, Rowohlt Taschenbuch Verlag, Reinbek 1991
- (mit W. Chr. Schmidt) Zirkus – Geschichte und Geschichten, Lentz Verlag, München 1991
- Stinknormal – Heile Welt oder was? – Jugendbuch, Ensslin Verlag, Reutlingen 1997
- Benni, der Fensterspringer – Kriminalgeschichten, Patmos Verlag, Düsseldorf 1998
- Denk von mir, was du willst – zeitgemäße Aphorismen; Universitätsverlag Brockmeyer, Bochum, 2008
- Ein besonderes Kaliber – Tatsachenkrimi; NordPark Verlag, Wuppertal, 2010
- Ich krieg dich. Immer! – Eine Geschichte über Stalking; Verlag Nicole Schmenk, Oberhausen, 2012

Herausgeber
- Ulcus Molles Szenenreader, Bottrop 1971
- (mit Hugo Ernst Käufer) Sie schreiben in Bochum, Duisburg 1980
- Sieben Schritte Leben, Grupello Verlag, Düsseldorf 2001
- Sie schreiben in Bochum 2004, Essen 2004

Hörspiele
- Der Job – WDR II, 28. Oktober 1973
- Knautschzone – WDR III 12. März 1974
- Kinderhörspiele – SDR 1974 und 1975
- Okay, geht niemand was an – Radio Dänemark 1978
- Kaltblütig? – Radio Helsinki 1979

Fernsehfilm
- Der Schrei des Shi-Kai – nach der Erzählung Geht´s uns was an?, SFB 3. Oktober 1984; 8. August 1985; 6. Juli 1988